# Chiry-Ourscamp
Chiry-Ourscamp és un municipi francès, situat al departament de l'Oise i a la regió dels Alts de França. L'any 2007 tenia 1.164 habitants.

## Demografia

### Població
El 2007 la població de fet de Chiry-Ourscamp era de 1.164 persones. Hi havia 419 famílies de les quals 92 eren unipersonals (48 homes vivint sols i 44 dones vivint soles), 116 parelles sense fills, 179 parelles amb fills i 32 famílies monoparentals amb fills.
La població ha evolucionat segons el següent gràfic:
Habitants censats

### Habitatges
El 2007 hi havia 480 habitatges, 427 eren l'habitatge principal de la família, 19 eren segones residències i 33 estaven desocupats. 371 eren cases i 83 eren apartaments. Dels 427 habitatges principals, 300 estaven ocupats pels seus propietaris, 117 estaven llogats i ocupats pels llogaters i 11 estaven cedits a títol gratuït; 9 tenien una cambra, 19 en tenien dues, 92 en tenien tres, 118 en tenien quatre i 190 en tenien cinc o més. 318 habitatges disposaven pel capbaix d'una plaça de pàrquing. A 180 habitatges hi havia un automòbil i a 207 n'hi havia dos o més.

### Piràmide de població
La piràmide de població per edats i sexe el 2009 era:
| Homes | Edats   | Dones |
| ----- | ------- | ----- |
| 0     | 95 o +  | 0     |
| 0     | 90 a 94 | 8     |
| 0     | 85 a 89 | 4     |
| 4     | 80 a 84 | 4     |
| 12    | 75 a 79 | 8     |
| 36    | 70 a 74 | 24    |
| 12    | 65 a 69 | 40    |
| 16    | 60 a 64 | 24    |
| 16    | 55 a 59 | 12    |
| 16    | 50 a 54 | 24    |
| 84    | 45 a 49 | 36    |
| 56    | 40 a 44 | 44    |
| 64    | 35 a 39 | 48    |
| 52    | 30 a 34 | 72    |
| 52    | 25 a 29 | 12    |
| 44    | 20 a 24 | 44    |
| 40    | 15 a 19 | 36    |
| 96    | 10 a 14 | 32    |
| 56    | 5 a 9   | 32    |
| 12    | 0 a 4   | 32    |

## Economia
El 2007 la població en edat de treballar era de 793 persones, 587 eren actives i 206 eren inactives. De les 587 persones actives 502 estaven ocupades (307 homes i 195 dones) i 85 estaven aturades (35 homes i 50 dones). De les 206 persones inactives 51 estaven jubilades, 53 estaven estudiant i 102 estaven classificades com a «altres inactius».

### Ingressos
El 2009 a Chiry-Ourscamp hi havia 405 unitats fiscals que integraven 1.082,5 persones, la mediana anual d'ingressos fiscals per persona era de 17.393 €.

### Activitats econòmiques
Dels 32 establiments que hi havia el 2007, 1 era d'una empresa extractiva, 2 d'empreses alimentàries, 1 d'una empresa de fabricació d'altres productes industrials, 7 d'empreses de construcció, 9 d'empreses de comerç i reparació d'automòbils, 3 d'empreses de transport, 3 d'empreses d'hostatgeria i restauració, 2 d'empreses immobiliàries, 3 d'entitats de l'administració pública i 1 d'una empresa classificada com a «altres activitats de serveis».
Dels 10 establiments de servei als particulars que hi havia el 2009, 1 era una oficina de correu, 1 taller de reparació d'automòbils i de material agrícola, 3 paletes, 1 guixaire pintor, 1 lampisteria, 1 electricista, 1 restaurant i 1 agència immobiliària.
Dels 4 establiments comercials que hi havia el 2009, 1 era una botiga de menys de 120 m², 1 una peixateria i 2 floristeries.
L'any 2000 a Chiry-Ourscamp hi havia 3 explotacions agrícoles.

## Equipaments sanitaris i escolars
L'únic equipament sanitari que hi havia el 2009 era una farmàcia.
El 2009 hi havia una escola elemental.

## Poblacions més properes
El següent diagrama mostra les poblacions més properes.